# Refugio vida silvestre Isla Caña
El Refugio de vida silvestre Isla Cañas es un parque nacional terrestre y marino ubicada en Tonosí, Los Santos. Fue creado mediante Resolución de Junta Directiva N.º 010-94 del 29 de junio de 1994. Su extensión territorial es de 24,284.44 hectáreas, de las cuales 19,676.21 son marinas, siendo las restantes 4,608.23 terrestres.
El parque nacional incluye parte de la costa del corregimiento de Cañas, así como la isla homónima en su sección terrestre. Su área marina ubicada en la ensenada de Búcaro, se adentra en dirección del cañón de Azuero el cual se encuentra a tan sólo 30 km de la costa. Fue creado para proteger las zonas de anidamiento de las tortugas marinas del pacífico azuerense.

## Flora
Está conformada principalmente por manglares, entre ellos el mangle rojo (Rhizophora mangle), mangle blanco (Laguncularia racemosa), mangle negro (Avicenia nitida) y otros.

## Tortugas marinas

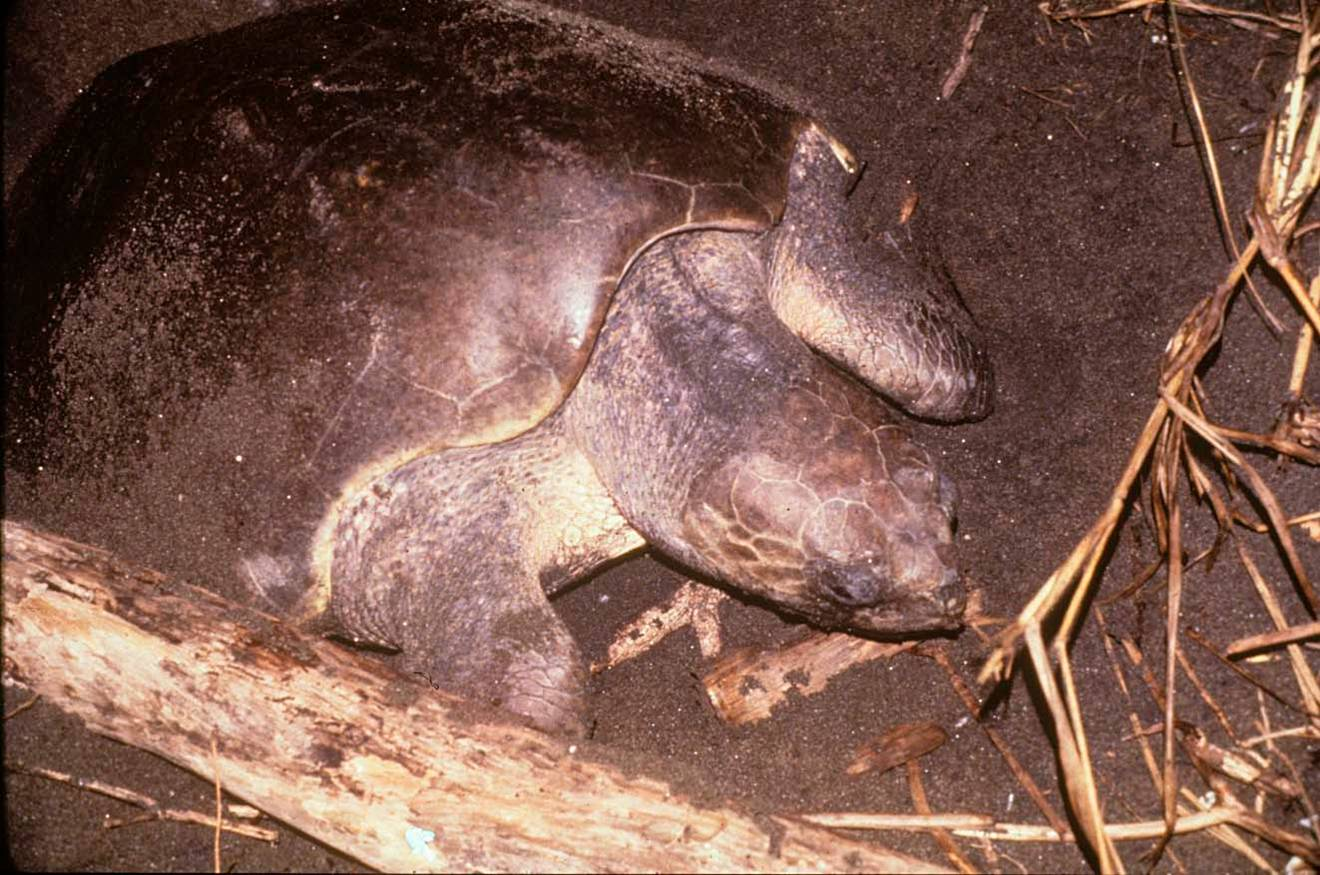
Tortuga desovando en Isla Cañas

La isla es lugar de anidamiento de hasta 10,000 tortugas en los meses de agosto a diciembre, siendo las principales: la tortuga mulata o golfina (Lepidochelys olivacea), la tortuga prieta o negra (Chelonia agassizii), tortuga carey (Eretmochelys imbricata), tortuga caguama (Caretta caretta) y ocasionalmente, la tortuga canal (Dermochelys coriacea).